# Noël Papet
Noël Papet né le 17 avril 1911 à La Tronche, ville où  il meurt le 26 décembre 1995, est un sculpteur français.

## Biographie
Noël Papet entre à l'École Boulle de Paris en 1927, dans la spécialité métal (ciseleur). 
Il reçoit une récompense au 41e Concours général annuel de composition décorative et industrielle organisé entre les élèves des écoles d'art de France. 
À l'École Nationale des Beaux-Arts, il rencontre Joseph Rivière qui devient son ami.
La Société Dauphinoise d'Ethnologie et Archéologie lui confie le médaillon commémoratif d'Hippolyte Müller, inauguré en décembre 1935.
Il collabore ensuite avec Aimé Bocquet : il dessine des objets issus des fouilles archéologiques des villages néolithiques de Charavines et des silex pour le Catalogue des collections préhistoriques et proto-historiques du Musée dauphinois de Grenoble de 1969.
Il est l'auteur des sculptures du cimetière canadien de La Salette-Fallavaux, œuvre des architectes Relave et Rabilloud. 
Noël Papet est inhumé au Cimetière Saint-Roch de Grenoble.